# سفارة بولندا في الفلبين
سفارة بولندا في الفلبين هي أرفع تمثيل دبلوماسي لدولة بولندا لدى الفلبين. تقع السفارة في Bonifacio Global City ‏ وهي تهدف لتعزيز المصالح البولندية في الفلبين.

## وصلات خارجية
- الموقع الرسمي
- قائمة سفارات بولندا
- قائمة السفارات في الفلبين